# Thái Hòa, Phụ Dương
Thái Hòa (chữ Hán giản thể:太和县, âm Hán Việt: Thái Hoà huyện) là một huyệnthuộc địa cấp thị Phụ Dương, tỉnh An Huy, Cộng hòa Nhân dân Trung Hoa. Huyện Thái Hoà có diện tích 1820 km2, dân số 1,48 triệu người.. Về mặt hành chính, huyện này được chia thành 31 trấn, 7 hương. Các đơn vị hương trấn này lại được chia thành 756 uỷ ban thôn.
- Trấn: Thành Quan, Cựu Huyện, Bì Điều Tôn, Duyệt Trấn, Nguyên Tường, Nghê Khâu, Lý Hưng, Đại Tân, Tiêu Khẩu, Quan Tập, Tam Tháp, Song Phù, Thái Miếu, Tam Đường, Miêu Tập, Triệu Miếu, Doanh Tập, Phần Đài, Hồng Sơn, Thanh Thiển, Ngũ Tinh, Cao Miếu, Tang Doanh, Đại Miếu.
- Hương: Hồ Tổng, Triệu Tập, Quách Miếu, Mã Tập, Nhị Lang, Nguyễn Kiều, Song Miếu.